# Palonín
Palonín település Csehországban, Šumperki járásban. Palonín Moravičany, Loštice, Bílá Lhota és Bouzov településekkel határos. Lakosainak száma 349 fő (2024. január 1.).

## Népesség
A település lakosságának változását az alábbi diagram mutatja:
| Lakosok száma | 495  | 516  | 547  | 402  | 381  | 333  | 334  | 335  | 351  | 349  |
|               | 1869 | 1890 | 1921 | 1950 | 1980 | 2001 | 2017 | 2019 | 2022 | 2024 |